# Alezio
Alezio is een gemeente in de Italiaanse provincie Lecce (regio Apulië) en telt 5601 inwoners (31-12-2011). De oppervlakte bedraagt 16,5 km², de bevolkingsdichtheid is 316 inwoners per km². 

## Geschiedenis
In de Griekse en Romeinse Oudheid was Alezio een welvarende stad. Tijdens de 11e eeuw verwoestten de Saracenen Alezio. Nadien werd het dorp heropgebouwd doch bleef het afhankelijk als een wijk van de stad Gallipoli. Pas in 1854 werd Alezio erkend als aparte gemeente.
Jaarlijks vinden er het feest en de jaarmarkt van Santa Maria della Lizza plaats. De Madonna van Santa Maria della Lizza staat in de gelijknamige kerk.
De oude namen van Alezio zijn:
- Oudgrieks: Alexias
- Latijn: Aletia, Aletium, Aletion of Baletium
- Na de verwoesting door de Saracenen: Casal d'Alezio, een wijk van Gallipoli
- Als aparte gemeente in het koninkrijk der beide Siciliën: Villa Picciotti (1854)
- Na de eenmaking van Italië: Alezio (1873).

## Demografie
Alezio telt ongeveer 2116 huishoudens. Het aantal inwoners daalde in de periode 1991-2001 met 1,5% volgens cijfers uit de tienjaarlijkse volkstellingen van ISTAT.
| Jaar | Inwoneraantal |
| ---- | ------------- |
| 1991 | 5162          |
| 2001 | 5084          |
| 2011 | 5601          |

## Geografie
De gemeente ligt op ongeveer 75 m boven zeeniveau. Alezio grenst aan de volgende gemeenten: Gallipoli, Matino, Parabita, Sannicola, Tuglie.

## Externe link

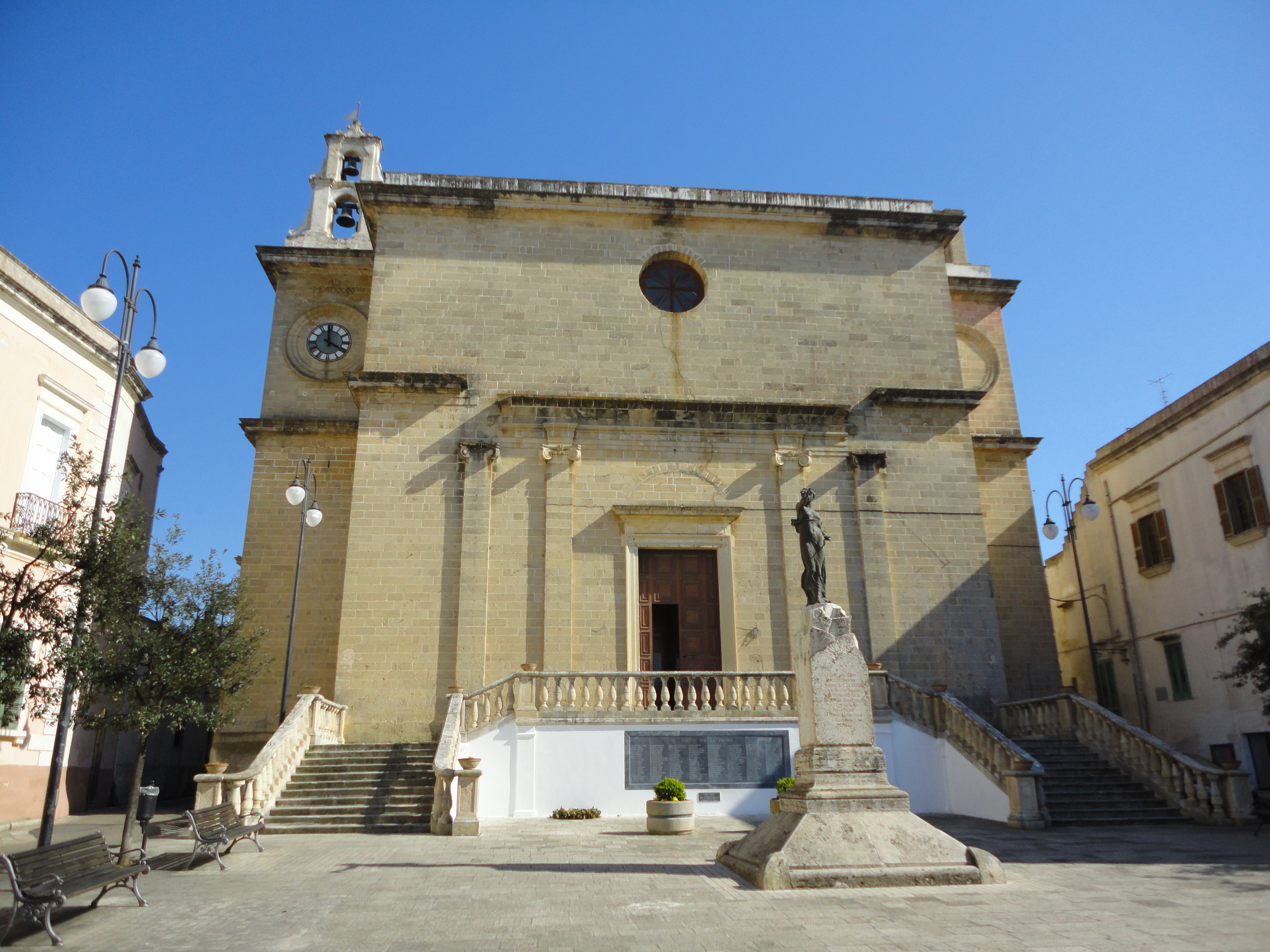
Madonna Addolorata
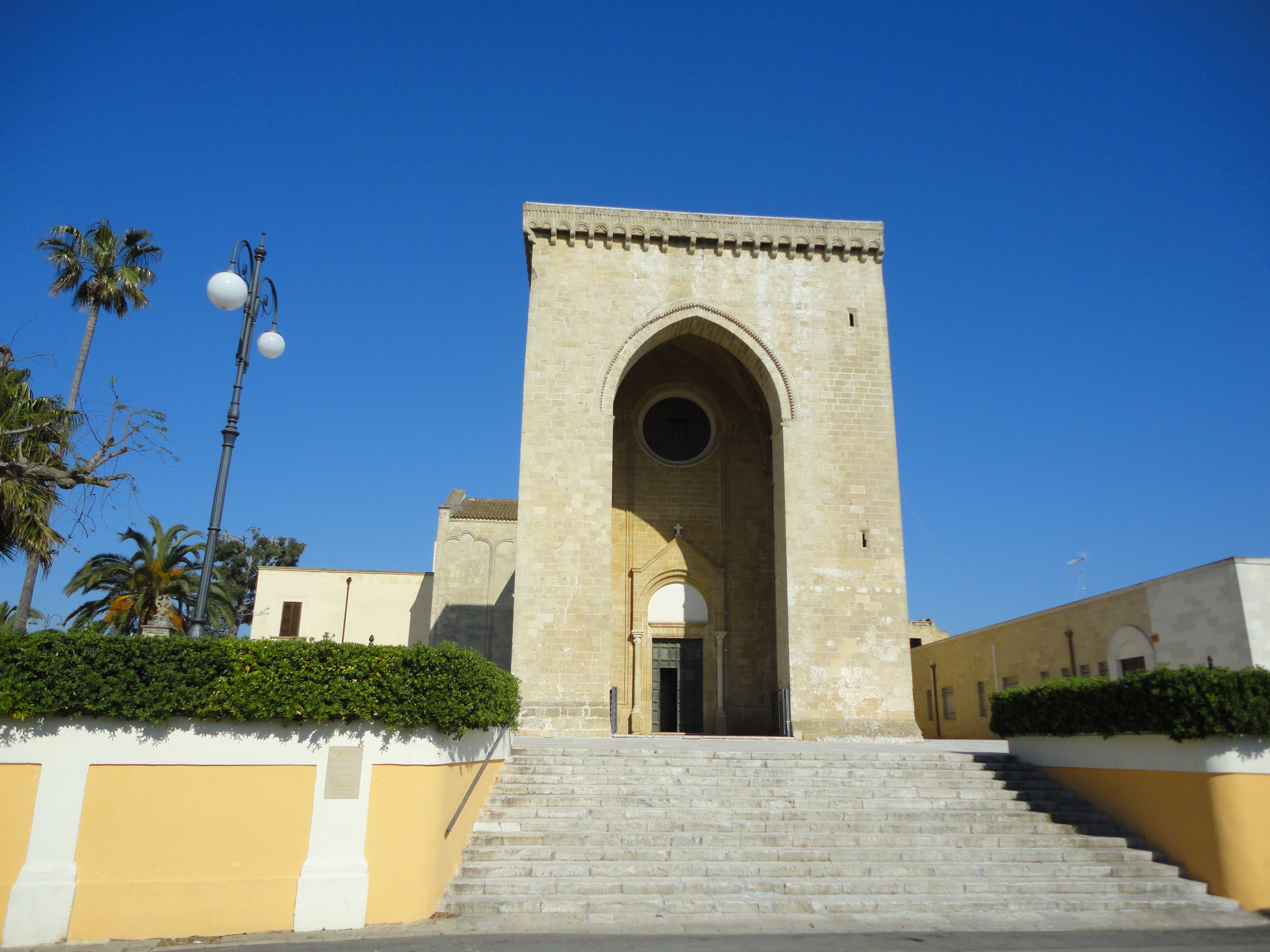
Santa Maria della Lizza